# أسباروف بانوف
أسباروف بانوف هو سياسي بلغاري، ولد في 20 أكتوبر 1949 في صوفيا في بلغاريا.